# 피아트 132

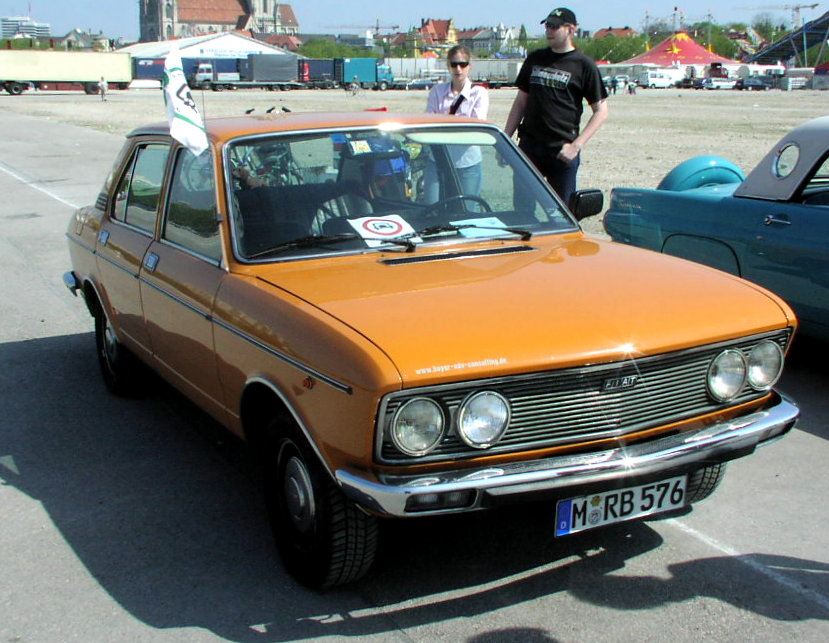
피아트 132 정측면

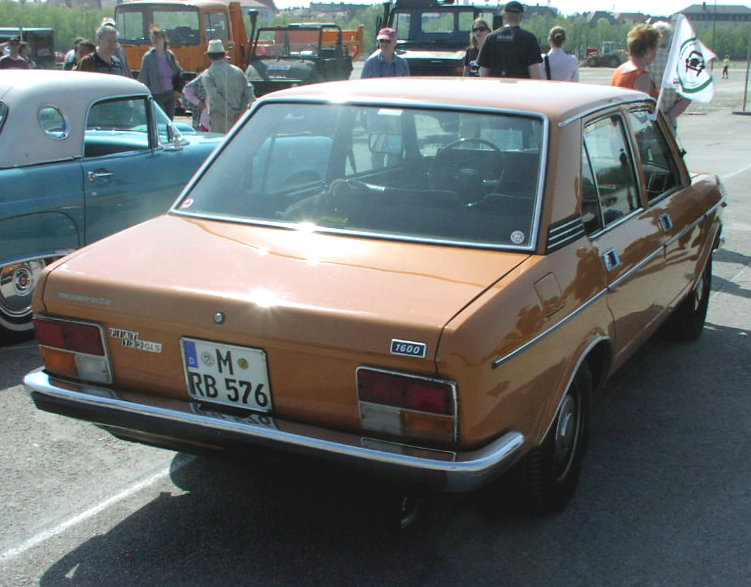
피아트 132 후측면

피아트 132(Fiat 132)는 피아트와 아시아자동차에서 생산한 후륜구동 승용차이다.
대한민국에서는 소형차 시장에서 브리사의 성공으로 자신감을 얻은 기아자동차가 중형차 시장으로 눈을 돌려 당시 피아트의 최고급 차종인 132를 들여왔다.
132는 해외에서는 125의 후속 차종으로 1972년부터, 대한민국에서는 1979년 4월부터 시판되었다.
새로운 감각의 플라스틱 범퍼와 알루미늄 등 중후함이 돋보였고, 파워 스티어링을 적용하여 운전에 편리성을 높였다. 132에 적용된 2밸브 2,000cc DOHC 엔진은 최고 출력 112마력, 최고 속도 171km/h를 자랑했다. 앞 보닛은 플립 프론트 방식이었다.
대한민국에서는 2.28 조치(자동차 산업 합리화 조치)로 생산이 중단된 1981년 10월까지 4,759대가 생산되었으며, 1일 생산량이 적었고 크기에 비해 차값이 비싼 편이었는지라 동급 경쟁 모델인 로얄 등에 비해 인기가 많지 않았다.
이후 해외에서도 같은 해에 페이스리프트 모델인 아르젠타의 출시에 따라 단종되었다. 라이선스 생산해 온 132의 단종 후, 공백 자리는 콩코드가 이어갔으며, 기아자동차에서는 36년이 지난 2017년에 스팅어가 출시될 때까지 후륜구동 중형급 모델 라인업이 비어 있었다.

## 제원
- 전장(mm) : 4,390
- 전폭(mm) : 1,640
- 전고(mm) : 1,435
- 축거(mm) : 2,557
- 윤거(전, mm) : 1,321
- 윤거(후, mm) : 1,327
- 승차정원 : 5명
- 구동형식 : 후륜구동

| 구분               | 2.0        |
| ------------------ | ---------- |
| 연료               | 가솔린     |
| 배기량(cc)         | 1,995      |
| 최고출력(ps/rpm)   | 112/5,600  |
| 최대토크(kg*m/rpm) | 16.1/3,000 |